# Давыдов, Тимофей Павлович
Тимофей Павлович Давыдов (род. 1 июня 2002, Омск) — российский хоккеист, защитник. Мастер спорта России (2023).

## Карьера
Родился в Омске. Воспитанник «Авангарда».
В сезонах 2019/20 — 2022/23 выступал за «Омских ястребов» в МХЛ, сыграл 145 матчей, забросил 12 шайб, сделал 40 результативных передач, набрал 97 минут штрафа, показатель полезности «+5».
В сезонах 2021/22 и 2022/23 выступал за «Омские крылья» в ВХЛ, провёл 52 матча и набрал 3 (2+1) очка, показатель полезности «-13», 37 минут штрафа.
В КХЛ дебютировал в сезоне 2021/22, за «Авангард» провёл 25 матчей, набрал 16 (3+13) очков, показатель полезности «-2», 6 минут штрафа.
1 мая 2023 года был обменян из «Авангарда» в «Северсталь» на Дмитрия Соловьёва.

## Статистика
| Легенда | Легенда                    | Легенда | Легенда                   | Легенда | Легенда    |
| ------- | -------------------------- | ------- | ------------------------- | ------- | ---------- |
| И       | Количество проведённых игр | Штр     | Штрафное время            | +/−     | Плюс-минус |
| Г       | Голы                       | П       | Голевые передачи          | О       | Очки       |
| -       | Статистика неизвестна      | —       | Статистика не учитывалась |         |            |